# 1817 en littérature
| Années de la littérature : 1814 - 1815 - 1816 - 1817 - 1818 - 1819 - 1820    |
| Décennies de la littérature : 1780 - 1790 - 1800 - 1810 - 1820 - 1830 - 1840 |

Cet article présente les faits marquants de l'année 1817 en littérature.

## Essais
- Biographia Literaria de Coleridge.
- La Mennais écrit Essai sur l'indifférence en matière de religion (fin en 1823) qui défend l’ultramontanisme.
- Du Pape, de Joseph de Maistre, qui défend la thèse de l’autorité infaillible du souverain pontife.
- Rome, Naples et Florence, essai de Stendhal.
- Précis de l’Encyclopédie des sciences philosophiques de Hegel.
- L’art de s’enrichir par des œuvres dramatiques ; ou Moyens éprouvés de composer, de faire recevoir et de faire réussir les pièces de théâtre par Georges Touchard-Lafosse

## Poésie
- Chansonnier des grâces de Marceline Desbordes-Valmore.
- Le poète britannique John Keats écrit ses poèmes.

- Canzones all’Italia de Giacomo Leopardi.

## Romans
- Northanger Abbey de Jane Austen, publié en décembre 1817 à titre posthume (écrit vers 1798)
- Le Tasse mourant, de Batiouchkov
- En décembre, l'écrivain écossais Walter Scott publie son roman Rob Roy.
- Frankenstein ou le Prométhée moderne, de  Mary Goodwin Shelley (1797-1851).

## Théâtre
- Manfred, drame de Lord Byron.

## Principales naissances
- 12 juillet :  Henry David Thoreau, essayiste, enseignant, philosophe, naturaliste amateur et poète américain, 44 ans († 6 mai 1862).

## Principaux décès
- 3 avril : Charlotte von Hezel, écrivaine et journaliste allemande (° 8 janvier 1755).
- 14 juillet : Madame de Staël, romancière et essayiste suisse romande, 51 ans (° 22 avril 1766).
- 18 juillet : Jane Austen, romancière anglaise, 42 ans (° 16 décembre 1775).